# Paruromys dominator
Paruromys dominator es una especie de roedor de la familia Muridae. Es la única conocida del género Paruromys.

## Distribución geográfica
Es endémica de las selvas de Célebes (Indonesia).